# ملعب أكاديمية أي سي سي
ملعب أكاديمية أي سي سي هو ملعب للكريكيت يقع في مدينة دبي الرياضية، دبي. توفر أكاديمية أي سي سي ملاعب داخلية وخارجية. تم استخدام ملعب أي سي سي لكأس العالم للكريكيت 2014 تحت-19 عام. تم تركيب ملعبي لعبة الكريكيت بأضواء كاشفة. واستضاف الملعب مباريات إحماء قبل بطولة كأس العالم لكرة القدم للرجال 2021.

## أمور تافهة
في عام 2014، تم إلغاء مباراة بين أيرلندا واسكتلندا في سلسلة دبي الثلاثية 2014-15. كانت هذه هي المرة الأولى التي لا يكون فيها أحد المباريات في الإمارات العربية المتحدة نتيجة. في سبتمبر 2019، تم تسمية كلا الملعبين كواحد من الملاعب لاستضافة مباريات الكريكيت لبطولة تصفيات كأس العالم 2019 أي سي سي تي20.

## سجل دولي

### ملعب أكاديمية أي سي سي 1

#### يوم واحد الدولي لخمسة ويكيت
يلخص الجدول التالي عمليات النقل الخماسية التي تم إجراؤها في مؤشرات التنمية الخارجية في هذا المكان.
| # | الأرقام | لاعب        | دولة                     | الأشواط | الخصم                    | تاريخ          | نتيجة |
| - | ------- | ----------- | ------------------------ | ------- | ------------------------ | -------------- | ----- |
| 1 | 5/45    | حميد حسن    | أفغانستان                | 1       | الإمارات العربية المتحدة | ديسمبر 4, 2014 | مفقود |
| 2 | 6/34    | زهور خان    | الإمارات العربية المتحدة | 1       | أيرلندا                  | مارس 2, 2017   | مفقود |
| 3 | 5/33    | سومبال كامي | نيبال                    | 2       | الإمارات العربية المتحدة | يناير 26, 2019 | ربح   |
| 4 | 5/31    | بلال خان    | عمان                     | 2       | الإمارات العربية المتحدة | مارس 5, 2022   | ربح   |

#### عشرين قرنًا دوليًا
تم تسجيل قرنتوينتي 20 الدولية واحد في المكان.
| لا. | نتيجة | لاعب      | فريق                     | كرات | الفريق المنافس | تاريخ           | نتيجة |
| --- | ----- | --------- | ------------------------ | ---- | -------------- | --------------- | ----- |
| 1   | 107 * | محمد وسيم | الإمارات العربية المتحدة | 62   | أيرلندا        | أكتوبر 10, 2021 | ربح   |

#### عشرون 20 رحلة دولية بخمسة ويكيت
يلخص الجدول التالي عمليات النقل ذات الخمس نقاط التي تم إجراؤها في توينتي 20 الدولية في هذا المكان.
| # | الأرقام | لاعب        | دولة     | الأشواط | الخصم                    | تاريخ          | نتيجة |
| - | ------- | ----------- | -------- | ------- | ------------------------ | -------------- | ----- |
| 1 | 5/27    | مارك وات    | إسكتلندا | 2       | هولندا                   | فبراير 5, 2016 | ربح   |
| 2 | 6/24    | جان فريلينك | ناميبيا  | 2       | الإمارات العربية المتحدة | أكتوبر 5, 2021 | ربح   |

### ملعب أكاديمية أي سي سي 2

#### جولات 20 الدولية بخمس ويكيت سيدات
يلخص الجدول التالي عمليات النقل ذات الخمس نقاط التي تم إجراؤها في توينتي 20 الدولية للسيدات في هذا المكان.
| # | الأرقام | لاعب       | دولة                     | الأشواط | الخصم | تاريخ           | نتيجة |
| - | ------- | ---------- | ------------------------ | ------- | ----- | --------------- | ----- |
| 1 | 5/22    | خوشي شارما | الإمارات العربية المتحدة | 2       | بوتان | نوفمبر 25, 2021 | ربح   |

## أنظر أيضًا
- مجلس الكريكيت الدولي
- مدينة دبي الرياضية